# 朴景勳
朴 景勳（パク・ギョンフン、朝鮮語: 박경훈、1961年1月19日 - ）は、大韓民国の元サッカー選手、現サッカー指導者。元大韓民国代表。選手時代のポジションはDF。

## クラブ歴
ソウル・水踰洞のスラム出身。本人は芸術を好んでいたが、経済的事情から高校在籍時にサッカー選手の道を選択した。漢陽大学校に進学した。
1984年に浦項製鉄アトムズに加入し、Kリーグを3回制覇した。1988年にはKリーグ年間最優秀選手賞に輝いた。しかし彼自身はチームメイトの李基根こそが相応しいとして賞を返還しようとするも、Kリーグ側から拒否されたため、最優秀選手となった。
1993年に海外挑戦のために英国に渡り、セミプロのイェディングFCに加入。韓国人選手としては史上初のFAカップ出場を果たした。

## 代表歴
大学在籍中の1981年に代表初出場を記録。AFCアジアカップ2回、FIFAワールドカップ2回、ソウルオリンピックといった主要大会に出場した。特にAFCアジアカップ1988ではベストイレブンに選出される活躍を見せた。

## 監督歴
2004年から2007年にかけてU-17代表の監督を務めた。
2010年に済州ユナイテッドFCの監督に就任すると、同年の最優秀監督賞に輝いた。
2016年に城南FCの監督に就任した。

## プレースタイル
韓国史上最高の右サイドバックと評され、2013年にKリーグ30周年記念として歴代ベストイレブンを選出した際に右サイドバックとして選出されている。韓国のサイドバックとしては初めて積極的な攻撃参加を見せたため、国内では「オーバーラップの始祖」と称されている。